# Papstbesuche in Deutschland

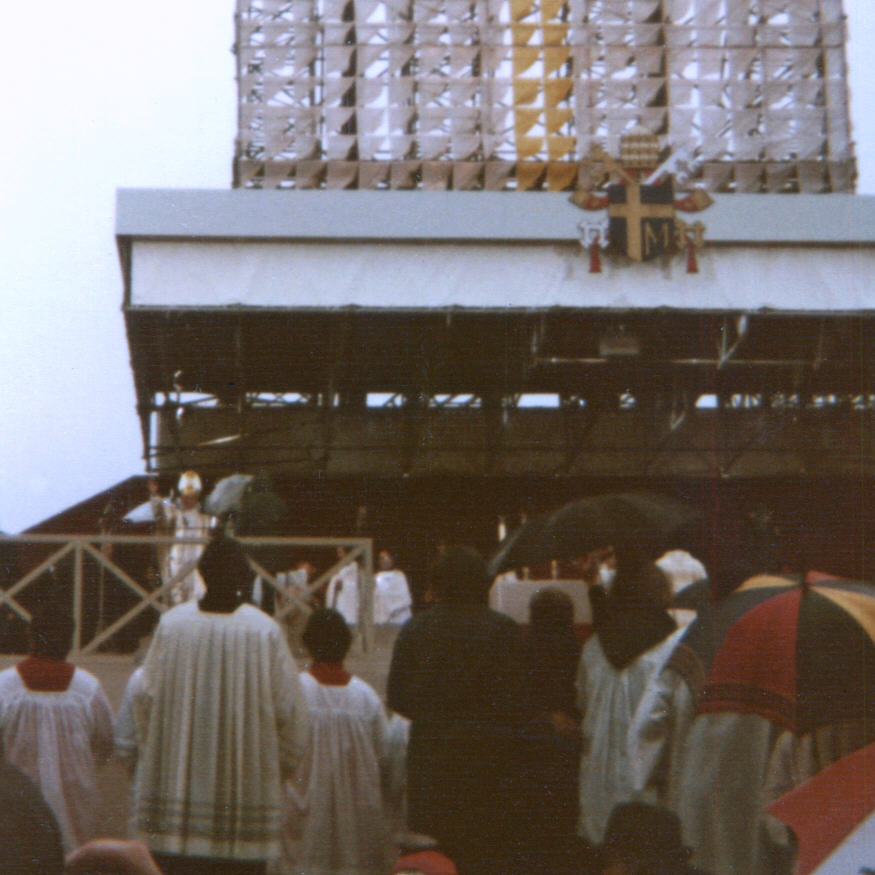
Papst Johannes Paul II. während der Hl. Messe auf dem Butzweiler Hof in Köln am 15. November 1980

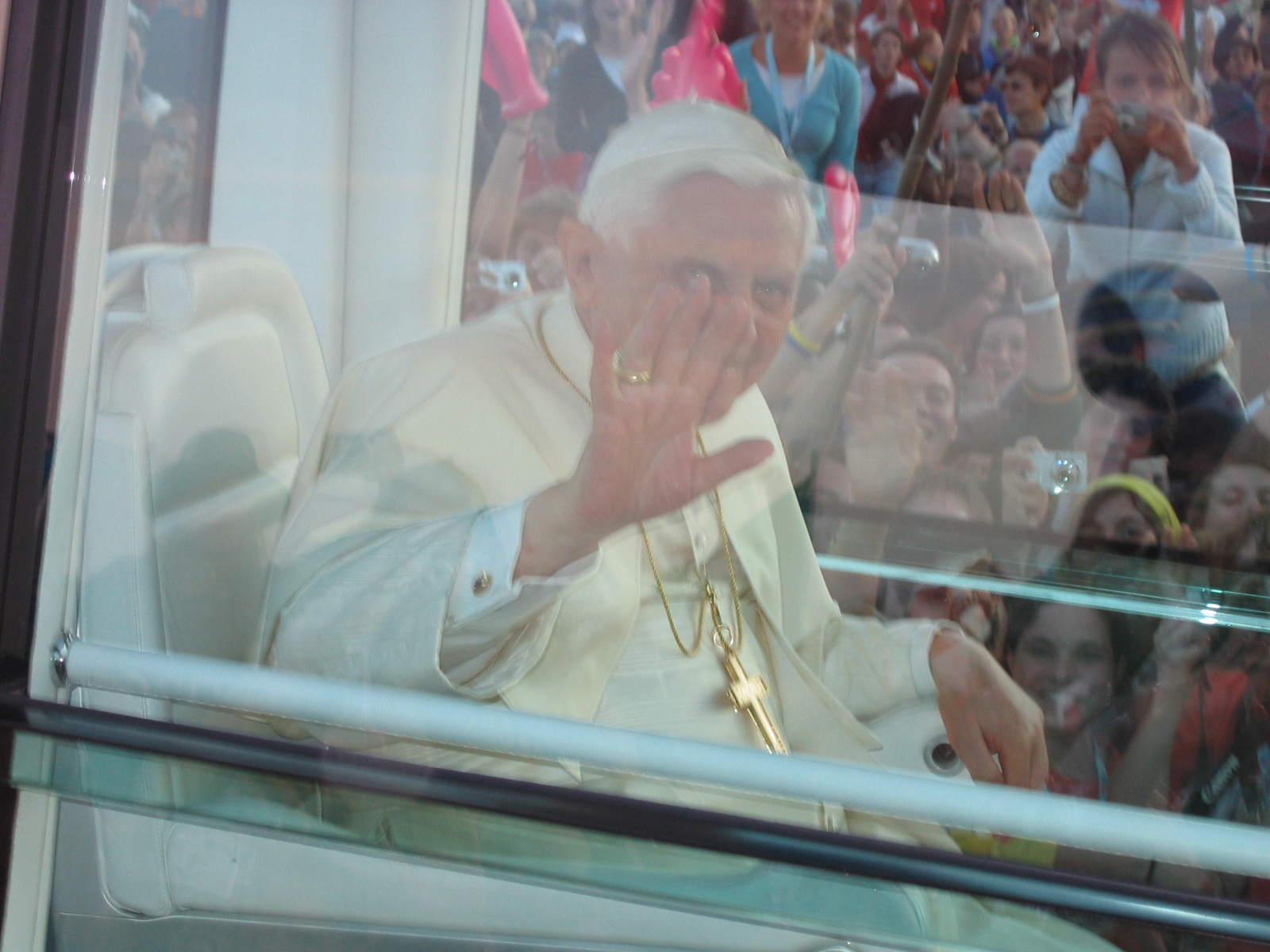
Papst Benedikt XVI. während der Fahrt durch Köln 2005

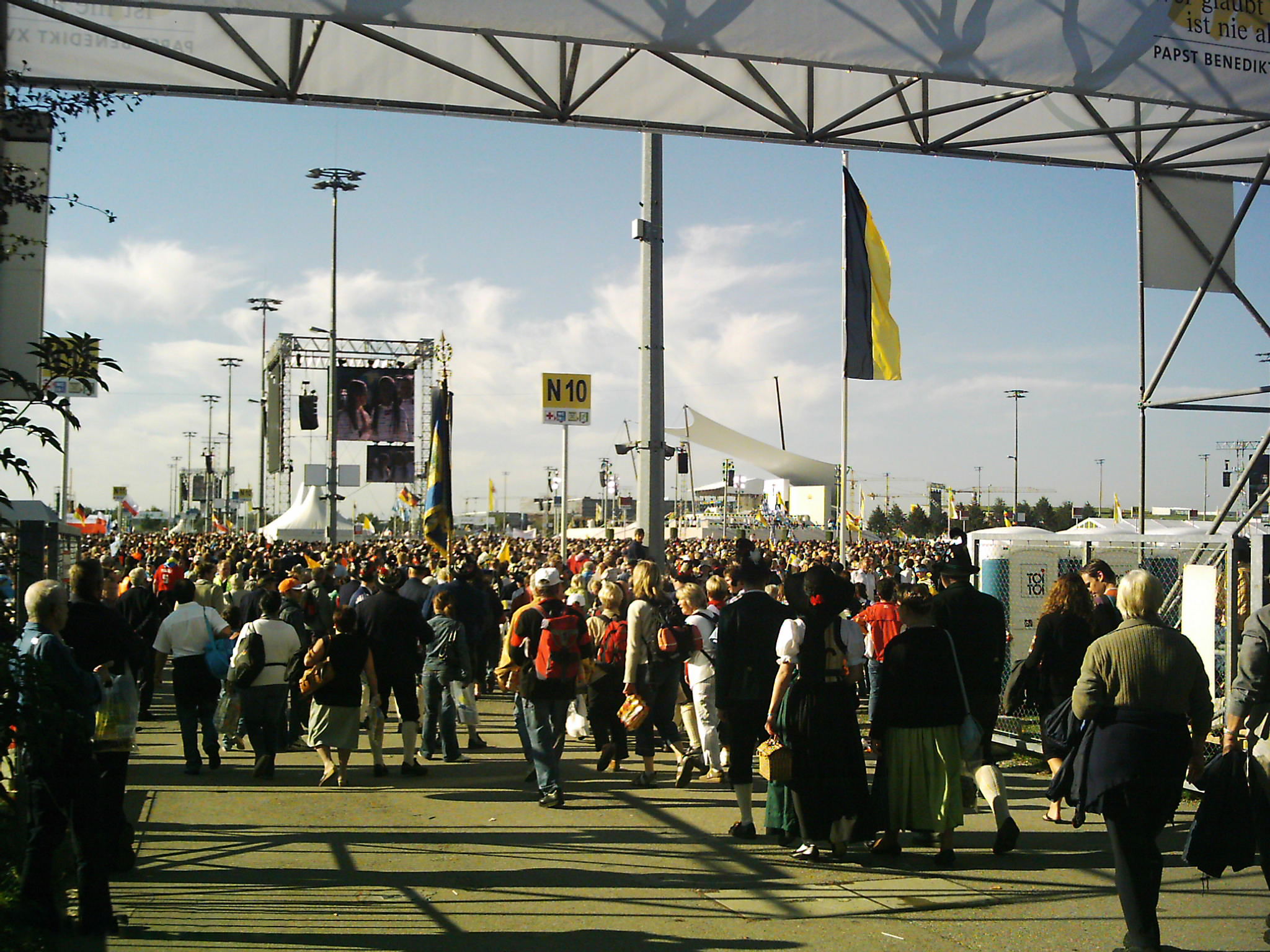
Papstmesse München 2006 Messegelände

Nach Angabe der Deutschen Bischofskonferenz fällt der erste Papstbesuch auf „deutschem“ Territorium in das Jahr 799, als Papst Leo III. in der Paderborner Königspfalz Karls des Großen einen Altar weihte.
Bis Anfang des 21. Jahrhunderts können fünfzehn Besuche von zehn Päpsten verzeichnet werden sowie die Besuche der Gegenpäpste Gregor VI. im Jahre 1012 und Johannes XXIII. im Jahre 1414. Die Anwesenheit von Päpsten in den Jahren 1054 und 1417 wurde nicht mitgezählt, da Viktor II. und Martin V. sich zum Zeitpunkt ihrer Wahl in Mainz bzw. Konstanz befanden.

## Liste
| Jahr / Datum               | Papst                      | Orte |
| -------------------------- | -------------------------- | --- |
| 799                        | Leo III.                   | Paderborn; Besuch der Königspfalz und Weihe eines Altars                                                      |
| 805                        | Leo III.                   | Aachen; Feier des Dreikönigsfestes                                                                            |
| 1012                       | Gegenpapst Gregor VI.      | Kaiserpfalz zu Pöhlde                                                                                         |
| 1020                       | Benedikt VIII.             | Bamberg und Fulda                                                                                             |
| 1049                       | Leo IX.                    | Köln, Aachen und Mainz                                                                                        |
| 1051                       | Leo IX.                    | Trier und Augsburg                                                                                            |
| 1052/1053                  | Leo IX.                    | Mainz, Worms und Augsburg                                                                                     |
| 1056/1057                  | Viktor II.                 | Goslar, Speyer, Aachen und Regensburg                                                                         |
| 1147/1148                  | Eugen III.                 | Trier |
| 1414                       | Gegenpapst Johannes XXIII. | Konstanz; Eröffnung des Konzils von Konstanz                                                                  |
| 1782                       | Pius VI.                   | München, Altötting und Augsburg                                                                               |
| 15. bis 19. November 1980  | Johannes Paul II.          | Köln, Brühl, Bonn, Mainz, Osnabrück, Fulda, München und Altötting                                             |
| 30. April bis 4. Mai 1987  | Johannes Paul II.          | Köln, Bonn, Münster, Kevelaer, Essen, Bottrop, Gelsenkirchen, Mülheim a.d. Ruhr, München, Speyer und Augsburg |
| 21. bis 23. Juni 1996      | Johannes Paul II.          | Paderborn und Berlin                                                                                          |
| 18. bis 21. August 2005    | Benedikt XVI.              | Köln und Bonn zum Weltjugendtag 2005 (es handelte sich um keinen offiziellen Deutschlandbesuch)               |
| 9. bis 14. September 2006  | Benedikt XVI.              | München, Altötting, Marktl, Regensburg und Freising                                                           |
| 22. bis 25. September 2011 | Benedikt XVI.              | Berlin, Erfurt, Etzelsbach, Lahr/Schwarzwald, Freiburg im Breisgau                                            |

## Trivia
Am 28. Februar 2013 war Papst Benedikt XVI. von seinem Amt zurückgetreten. Er reiste vom 18. bis 22. Juni 2020 als emeritierter Papst nach Regensburg, um dort seinen Bruder Georg Ratzinger zu besuchen, dessen Gesundheitszustand sich in den Tagen zuvor zunehmend verschlechtert hatte. Außerdem besuchte er sein früheres Wohnhaus in Pentling und das Familiengrab in Ziegetsdorf. Die Reise war Benedikts erster Aufenthalt außerhalb Italiens seit dem Amtsverzicht. Georg Ratzinger starb am 1. Juli 2020.